# سه نمایشنامه‌ی عروسکی
سه نمایشنامه‌ی عروسکی کتابی است از بهرام بیضایی که در آن سه نمایشنامهٔ «عروسکها» و «غروب در دیاری غریب» و «قصه‌ی ماه پنهان» آمده است.

و بهرام بیضائی آدم‌های کوچک کوچه را (یعنی عروسک‌های خیمه‌شب‌بازی را) در تن بزرگ قهرمان‌ها فرو کرده است و ناکامی این نه در جای خود بودن را قطره قطره به کام صحنه ریخته است.

جلال آل احمد

## متن
این کتاب را نویسنده در زمستانِ سالِ ۱۳۴۲ منتشر کرد. بهارِ ۱۳۵۷ کتاب دوباره به وسیلهٔ انتشارات نگاه چاپ و منتشر شد. سالِ ۱۳۸۲ سه نمایشنامهٔ این کتاب با بازنگری نویسنده در جلد یکُمِ دیوان نمایش چاپ شد. همین متنِ بازنگری شده سالِ ۱۳۹۴ باز به صورت کتابِ سه نمایشنامه‌ی عروسکی به وسیلهٔ انتشارات روشنگران و مطالعات زنان به چاپ رسید.

بیضایی در گفتگویی دربارهٔ انگیزهٔ نگارش این سه نمایشنامه – پس از بحثی مفصّل – گفته:
. . . یا: با وام گرفتنِ شخصیت‌های خیمه‌شب‌بازیِ سنّتی در چشم‌اندازِ امروزی، و کاربُردِ عکسِ آن در زبان و ساخت، کوشیده‌ام نمایشنامه‌نویس شوَم. یا: کوشیده‌ام با کمکِ ادبیاتی که پیش از آن در خیمه‌شب‌بازیِ عامیانه و نمایشِ صحنه – هر دو – نبود، خیمه‌شب‌بازیِ عامیانه و شخصیت‌های آن را در آخرین نفَس‌ها زنده کنم! یا: هر دوی این‌ها! . . .

## نمایش
هر سه نمایشنامهٔ این کتاب بارها به زبان‌های گوناگون در جاهای گوناگون به نمایش درآمده است؛ و فقط «عروسکها» به کارگردانیِ نویسنده، یک بار در میانهٔ دههٔ ۱۳۴۰.

## به دیگر زبان‌ها
هر سه نمایشنامهٔ این کتاب به انگلیسی ترجمه و چاپ و منتشر شده است – یک بار با هم در کتابِ:
- Modern Persian Drama: An Anthology. Translated & introduced by Gisèle Kapuscinski. Lanham: University Press of America. 1987. ISBN 0-8191-6579-4